# Elliott, Iowa
Elliott là một thành phố thuộc quận Montgomery, tiểu bang Iowa, Hoa Kỳ. Năm 2010, dân số của thành phố này là 350 người.

## Dân số
Dân số qua các năm:
- Năm 2000: 402 người.
- Năm 2010: 350 người.